# Temporada 2013 del fútbol ecuatoriano
La Temporada 2013 del fútbol ecuatoriano abarca todas las actividades relativas a campeonatos de fútbol profesional y amateur, nacionales e internacionales, disputados por clubes ecuatorianos, y por las selecciones nacionales de este país, en sus diversas categorías, durante 2013.
| Categoría         | Campeonato | Campeón                      | Título       |
| ----------------- | ---------- | ---------------------------- | ------------ |
| Serie A           | Anual 2013 | Club Sport Emelec            | 11.er Título |
| Serie B           | Anual 2013 | Club Centro Deportivo Olmedo | 3.er Título  |
| Segunda Categoría | Anual 2013 | Delfín Sporting Club         | 2.do Título  |

## Torneos locales (Campeonatos regulares)

### Serie A

#### Primera Etapa
Clasificación
|     | Equipo               | PJ | PG | PE | PP | GF | GC | DG  | PTS |
| --- | -------------------- | -- | -- | -- | -- | -- | -- | --- | --- |
| 1º  | Emelec               | 22 | 14 | 3  | 5  | 28 | 17 | 11  | 45  |
| 2º  | Liga de Quito        | 22 | 12 | 5  | 5  | 26 | 19 | 7   | 41  |
| 3º  | Independiente        | 22 | 12 | 3  | 7  | 37 | 25 | 12  | 39  |
| 4º  | Deportivo Quito      | 22 | 10 | 8  | 4  | 41 | 24 | 17  | 38  |
| 5º  | Barcelona            | 22 | 11 | 5  | 6  | 33 | 19 | 14  | 38  |
| 6º  | Universidad Católica | 22 | 9  | 6  | 7  | 34 | 35 | -1  | 33  |
| 7º  | El Nacional          | 22 | 8  | 2  | 12 | 29 | 33 | -4  | 26  |
| 8º  | Deportivo Cuenca     | 22 | 6  | 7  | 9  | 29 | 36 | -7  | 25  |
| 9º  | Deportivo Quevedo    | 22 | 6  | 5  | 11 | 26 | 34 | -8  | 23  |
| 10º | Manta FC             | 22 | 5  | 7  | 10 | 26 | 33 | -7  | 22  |
| 11º | Liga de Loja         | 22 | 3  | 8  | 11 | 21 | 33 | -12 | 17  |
| 12º | Macará               | 22 | 3  | 7  | 12 | 14 | 36 | -22 | 16  |

Pts = Puntos; PJ = Partidos Jugados; G = Partidos Ganados; E = Partidos Empatados; P = Partidos Perdidos; GF = Goles Anotados; GC = Goles Recibidos; Dif = Diferencia de gol
|  | Clasificará a la Final de Campeonato; además de la Copa Libertadores 2014 y Copa Sudamericana 2014 |

#### Segunda Etapa
Clasificación
|     | Equipo               | PJ | PG | PE | PP | GF | GC | DG  | PTS |
| --- | -------------------- | -- | -- | -- | -- | -- | -- | --- | --- |
| 1º  | Emelec               | 22 | 12 | 7  | 3  | 39 | 13 | 26  | 43  |
| 2º  | Universidad Católica | 22 | 11 | 5  | 6  | 34 | 29 | 5   | 38  |
| 3º  | Independiente        | 22 | 9  | 7  | 6  | 33 | 23 | 10  | 34  |
| 4º  | El Nacional          | 22 | 9  | 7  | 6  | 19 | 14 | 5   | 34  |
| 5º  | Deportivo Quito      | 22 | 9  | 6  | 7  | 21 | 26 | -5  | 33  |
| 6º  | Barcelona            | 22 | 7  | 9  | 6  | 21 | 24 | -3  | 30  |
| 7º  | Liga de Loja         | 22 | 7  | 8  | 7  | 28 | 22 | 6   | 29  |
| 8º  | Manta FC             | 22 | 7  | 6  | 9  | 21 | 27 | -6  | 27  |
| 9º  | Liga de Quito        | 22 | 5  | 10 | 7  | 22 | 22 | 0   | 25  |
| 10º | Deportivo Cuenca     | 22 | 4  | 10 | 8  | 30 | 33 | -3  | 22  |
| 11º | Deportivo Quevedo    | 22 | 6  | 4  | 12 | 18 | 34 | -16 | 22  |
| 12º | Macará               | 22 | 3  | 7  | 12 | 16 | 35 | -19 | 16  |

Pts = Puntos; PJ = Partidos Jugados; G = Partidos Ganados; E = Partidos Empatados; P = Partidos Perdidos; GF = Goles Anotados; GC = Goles Recibidos; Dif = Diferencia de gol
|  | Clasificará a la Final de Campeonato; además de la Copa Libertadores 2014 y Copa Sudamericana 2014 |

#### Tabla General 2013
|  |     | Equipo               | PJ | PG | PE | PP | GF | GC | DG  | PTS |
|  | --- | -------------------- | -- | -- | -- | -- | -- | -- | --- | --- |
|  | 1º  | Emelec               | 44 | 26 | 10 | 8  | 67 | 30 | 37  | 88  |
|  | 2º  | Independiente        | 44 | 21 | 10 | 13 | 70 | 48 | 22  | 73  |
|  | 3º  | Deportivo Quito      | 44 | 19 | 14 | 11 | 62 | 50 | 12  | 71  |
|  | 4º  | Universidad Católica | 44 | 20 | 11 | 13 | 68 | 64 | 4   | 71  |
|  | 5º  | Barcelona            | 44 | 18 | 14 | 12 | 54 | 43 | 11  | 68  |
|  | 6º  | Liga de Quito        | 44 | 17 | 15 | 12 | 48 | 41 | 7   | 66  |
|  | 7º  | El Nacional          | 44 | 17 | 9  | 18 | 48 | 47 | 1   | 60  |
|  | 8º  | Manta FC             | 44 | 12 | 13 | 19 | 47 | 60 | -13 | 49  |
|  | 9º  | Deportivo Cuenca     | 44 | 10 | 17 | 17 | 58 | 68 | -10 | 47  |
|  | 10º | Liga de Loja         | 44 | 10 | 16 | 18 | 49 | 55 | -6  | 46  |
|  | 11º | Deportivo Quevedo    | 44 | 12 | 9  | 23 | 44 | 68 | -24 | 45  |
|  | 12º | Macará               | 44 | 6  | 14 | 24 | 30 | 71 | -41 | 32  |

Pts = Puntos; PJ = Partidos Jugados; G = Partidos Ganados; E = Partidos Empatados; P = Partidos Perdidos; GF = Goles Anotados; GC = Goles Recibidos; Dif = Diferencia de gol
|  | Clasificado para la Copa Libertadores 2014 y Copa Sudamericana 2014 como Campeón o Ecuador 1.    |
|  | Clasificado para la Copa Libertadores 2014 y Copa Sudamericana 2014 como Subcampeón o Ecuador 2. |
|  | Clasifica al repechaje para la Copa Libertadores 2014 como Ecuador 3.                            |
|  | Clasifica directamente para la Copa Sudamericana 2014 como Ecuador 3.                            |
|  | Clasifica directamente para la Copa Sudamericana 2014 como Ecuador 4.                            |
|  | Descenderán a la Serie B 2014.                                                                   |

### Serie B

#### Primera Etapa
Clasificación
|  |     | Equipo                | PTS | PJ | PG | PE | PP | GF | GC | DG  |
|  | --- | --------------------- | --- | -- | -- | -- | -- | -- | -- | --- |
|  | 1º  | Mushuc Runa S.C.      | 51  | 22 | 17 | 0  | 5  | 30 | 17 | +13 |
|  | 2º  | C.D. Olmedo           | 47  | 22 | 15 | 2  | 5  | 44 | 26 | +18 |
|  | 3º  | S.D. Aucas            | 42  | 22 | 13 | 3  | 6  | 34 | 21 | +13 |
|  | 4º  | River Plate Ecuador   | 37  | 22 | 11 | 4  | 7  | 29 | 20 | +9  |
|  | 5º  | Imbabura S.C.         | 33  | 22 | 10 | 3  | 9  | 30 | 26 | +4  |
|  | 6°  | Técnico Universitario | 30  | 22 | 8  | 6  | 8  | 32 | 32 | 0   |
|  | 7º  | U.T. de Cotopaxi      | 26  | 22 | 7  | 5  | 10 | 20 | 25 | -5  |
|  | 8º  | C.D. Espoli           | 25  | 22 | 7  | 4  | 11 | 22 | 26 | -4  |
|  | 9º  | Municipal Cañar       | 24  | 22 | 7  | 3  | 12 | 26 | 34 | -8  |
|  | 10º | C.D. Grecia           | 22  | 22 | 6  | 4  | 12 | 14 | 27 | -13 |
|  | 11º | Deportivo Azogues     | 19  | 22 | 5  | 4  | 13 | 18 | 35 | -17 |
|  | 12º | C.D. Ferroviarios     | 18  | 22 | 4  | 6  | 12 | 23 | 33 | -10 |

#### Segunda Etapa
Clasificación
|  |     | Equipo                | PTS | PJ | PG | PE | PP | GF | GC | DG  |
|  | --- | --------------------- | --- | -- | -- | -- | -- | -- | -- | --- |
|  | 1º  | C.D. Olmedo           | 45  | 22 | 14 | 3  | 5  | 32 | 17 | +15 |
|  | 2º  | Imbabura S.C.         | 41  | 22 | 11 | 8  | 3  | 33 | 21 | +12 |
|  | 3º  | Técnico Universitario | 35  | 22 | 9  | 8  | 5  | 28 | 21 | +7  |
|  | 4º  | Municipal Cañar       | 32  | 22 | 9  | 5  | 8  | 22 | 26 | -4  |
|  | 5º  | River Plate Ecuador   | 31  | 22 | 7  | 10 | 5  | 28 | 23 | +5  |
|  | 6º  | Mushuc Runa S.C.      | 30  | 22 | 7  | 9  | 6  | 22 | 27 | -5  |
|  | 7º  | S.D. Aucas            | 27  | 22 | 8  | 3  | 11 | 35 | 32 | +3  |
|  | 8º  | Deportivo Azogues     | 27  | 22 | 6  | 9  | 7  | 31 | 35 | -4  |
|  | 9º  | C.D. Espoli           | 24  | 22 | 6  | 6  | 10 | 22 | 29 | -7  |
|  | 10º | C.D. Grecia           | 23  | 22 | 5  | 8  | 9  | 31 | 36 | -5  |
|  | 11º | U.T. de Cotopaxi      | 22  | 22 | 6  | 4  | 12 | 28 | 32 | -4  |
|  | 12º | C.D. Ferroviarios     | 19  | 22 | 4  | 7  | 11 | 24 | 35 | -11 |

#### Tabla acumulada
Clasificación
|  |  |     | Equipo                | PTS | PJ | PG | PE | PP | GF | GC | DG  |
|  |  | --- | --------------------- | --- | -- | -- | -- | -- | -- | -- | --- |
|  |  | 1º  | C.D. Olmedo           | 92  | 44 | 29 | 5  | 10 | 76 | 43 | +33 |
|  |  | 2º  | Mushuc Runa S.C.      | 81  | 44 | 24 | 9  | 11 | 52 | 44 | +8  |
|  |  | 3º  | Imbabura S.C.         | 74  | 44 | 21 | 11 | 12 | 63 | 47 | +16 |
|  |  | 4º  | S.D. Aucas            | 69  | 44 | 21 | 6  | 18 | 69 | 53 | +16 |
|  |  | 5º  | River Plate Ecuador   | 68  | 44 | 18 | 14 | 12 | 57 | 43 | +14 |
|  |  | 6°  | Técnico Universitario | 65  | 44 | 17 | 14 | 13 | 60 | 53 | +7  |
|  |  | 7º  | Municipal Cañar       | 56  | 44 | 16 | 8  | 20 | 48 | 60 | -12 |
|  |  | 8º  | C.D. Espoli           | 49  | 44 | 13 | 10 | 21 | 44 | 55 | -11 |
|  |  | 9º  | U.T. de Cotopaxi      | 48  | 44 | 13 | 9  | 22 | 48 | 57 | -9  |
|  |  | 10º | Deportivo Azogues     | 46  | 44 | 11 | 13 | 20 | 49 | 70 | -21 |
|  |  | 11º | C.D. Grecia           | 45  | 44 | 11 | 12 | 21 | 44 | 64 | -20 |
|  |  | 12º | C.D. Ferroviarios     | 37  | 44 | 8  | 13 | 23 | 47 | 68 | -21 |

|  | Campeón Anual asciende directamente a la Serie A 2014.    |
|  | Subcampeón Anual asciende directamente a la Serie A 2014. |
|  | Descenderán a la Segunda Categoría 2014.                  |

### Segunda Categoría

#### GRUPO A
|  |    | Equipo                     | PTS | PJ | PG | PE | PP | GF | GC | DG  |
|  | -- | -------------------------- | --- | -- | -- | -- | -- | -- | -- | --- |
|  | 1º | Delfín S.C.                | 26  | 10 | 8  | 2  | 0  | 30 | 8  | +22 |
|  | 2º | C.S. Patria                | 19  | 10 | 5  | 4  | 1  | 16 | 7  | +9  |
|  | 3º | F.C. U.I.D.E.              | 17  | 10 | 5  | 2  | 3  | 18 | 10 | +8  |
|  | 4º | Fuerza Amarilla S.C.       | 15  | 10 | 5  | 0  | 5  | 15 | 15 | 0   |
|  | 5º | Anaconda F.C.              | 4   | 10 | 1  | 1  | 8  | 5  | 24 | -19 |
|  | 6º | Pilahuin Tío S.C. (*) (**) | 4   | 10 | 1  | 1  | 8  | 5  | 25 | -20 |

|  | Ascendido a la Serie B 2014 y disputa la final. |

#### GRUPO B
|  |    | Equipo             | PTS | PJ | PG | PE | PP | GF | GC | DG  |
|  | -- | ------------------ | --- | -- | -- | -- | -- | -- | -- | --- |
|  | 1º | Liga de Portoviejo | 24  | 10 | 8  | 0  | 2  | 30 | 6  | +24 |
|  | 2º | C.D. Clan Juvenil  | 24  | 10 | 8  | 0  | 2  | 23 | 8  | +15 |
|  | 3º | Rocafuerte S.C.    | 21  | 10 | 7  | 0  | 3  | 26 | 8  | +18 |
|  | 4º | Orense S.C.        | 12  | 10 | 4  | 0  | 6  | 12 | 11 | +1  |
|  | 5º | C.S.C.D. Cumandá   | 7   | 10 | 2  | 1  | 7  | 5  | 20 | -15 |
|  | 6º | Municipal Sucúa    | 1   | 10 | 0  | 1  | 9  | 5  | 48 | -43 |

|  | Ascendido a la Serie B 2014 y disputa la final. |

#### Final disputada
La disputaron el ganador del Grupo A, el club Delfín S.C. y el ganador del Grupo B, el club Liga de Portoviejo
| 18 de diciembre de 2013, 20:30 | Liga de Portoviejo | 1:2 (0:0) | Delfín S.C.      | Estadio Reales Tamarindos, Portoviejo                       |                                                             |
|                                | Morales 83'        | Reporte   | George 72' 90+3' | Asistencia: 12 000 espectadores Árbitro(s): Leonardo Cedeño | Asistencia: 12 000 espectadores Árbitro(s): Leonardo Cedeño |

| 21 de diciembre de 2013, 16:00 | Delfín S.C. | 0:0     | Liga de Portoviejo | Estadio Jocay, Manta                                   |                                                        |
|                                |             | Reporte |                    | Asistencia: 13 250 espectadores Árbitro(s): Ángel Vera | Asistencia: 13 250 espectadores Árbitro(s): Ángel Vera |

### Ascensos y descensos
| Categorías                | Equipos descendidos           | Equipos ascendidos             |
| ------------------------- | ----------------------------- | ------------------------------ |
| Serie A Serie B           | Deportivo Quevedo Macará      | C.D. Olmedo Mushuc Runa S.C.   |
| Serie B Segunda Categoría | C.D. Grecia C.D. Ferroviarios | Delfín S.C. Liga de Portoviejo |

## Torneos internacionales
Véase además Anexo:Clubes ecuatorianos en torneos internacionales

### Copa Libertadores
|  |    | Equipo         | Fase final             | PTS | PJ | PG | PE | PP | GF | GC | DG |
|  | -- | -------------- | ---------------------- | --- | -- | -- | -- | -- | -- | -- | -- |
|  | 1° | C.S. Emelec    | Octavos de final       | 13  | 8  | 4  | 1  | 3  | 7  | 7  | 0  |
|  | 2° | Barcelona S.C. | Segunda fase (Grupo 1) | 6   | 6  | 1  | 3  | 2  | 5  | 6  | -1 |
|  | 3° | Liga de Quito  | Primera Fase           | 3   | 2  | 1  | 0  | 1  | 1  | 1  | 0  |

### Copa Sudamericana
|  |    | Equipo         | Fase final       | PTS | PJ | PG | PE | PP | GF | GC | DG |
|  | -- | -------------- | ---------------- | --- | -- | -- | -- | -- | -- | -- | -- |
|  | 1° | Liga de Loja   | Octavos de final | 8   | 6  | 3  | 2  | 1  | 6  | 4  | +2 |
|  | 2° | C.S. Emelec    | Segunda fase     | 6   | 4  | 2  | 0  | 2  | 9  | 8  | +1 |
|  | 3° | Independiente  | Segunda fase     | 5   | 4  | 1  | 2  | 1  | 4  | 4  | 0  |
|  | 4° | Barcelona S.C. | Primera fase     | 1   | 2  | 0  | 1  | 1  | 2  | 4  | -2 |